# SummerSlam (1991)
SummerSlam 1991 est le quatrième SummerSlam, pay-per-view de catch produit par la World Wrestling Entertainment. Il s'est déroulé le 26 août 1991 au Madison Square Garden de New York, New York.

## Résultats
| #                                                          | Résultats | Stipulations                                           | Durée |
| ---------------------------------------------------------- | --- | ------------------------------------------------------ | ----- |
| Dark Match                                                 | Koko B. Ware bat Kato | Match simple                                           | 06:03 |
| 1                                                          | The British Bulldog, Ricky Steamboat, et The Texas Tornado battent The Warlord et Power and Glory (Paul Roma et Hercules) (avec Slick)          | 6-Man Tag Team Match                                   | 10:43 |
| 2                                                          | Bret Hart bat Mr. Perfect (c) (avec Coach) | Match simple pour le WWF Intercontinental Championship | 18:04 |
| 3                                                          | The Natural Disasters (Earthquake et Typhoon) (avec Jimmy Hart) battent The Bushwhackers (Butch Miller et Luke Williams) (avec André the Giant) | Tag team match                                         | 06:27 |
| 4                                                          | Virgil bat Ted DiBiase (c) (avec Sensational Sherri)                                                                                            | Match simple pour le Million Dollar Championship       | 13:11 |
| 5                                                          | The Big Boss Man bat The Mountie (avec Jimmy Hart)                                                                                              | "Jailhouse Match"                                      | 09:38 |
| 6                                                          | The Legion of Doom (Hawk et Animal) battent The Nasty Boys (c) (Brian Knobbs et Jerry Sags)                                                     | Street Fight pour le WWF Tag Team Championship         | 07:45 |
| 7                                                          | Irwin R. Schyster (I.R.S.) bat Greg Valentine                                                                                                   | Match simple                                           | 07:07 |
| 8                                                          | Hulk Hogan et The Ultimate Warrior battent Sgt. Slaughter, Colonel Mustafa et General Adnan (avec Sid Justice en tant qu'arbitre spécial).      | Handicap match                                         | 12:40 |
| (c) désigne le champion défendant son titre dans le match. | |                                                        |       |